# Vincent Rolland
Vincent Rolland (nascido em 1 de fevereiro de 1970) é um político francês dos Republicanos (LR) que representa o segundo círculo eleitoral de Savoie na Assembleia Nacional desde as eleições de 2017.